# Релігія в Гренландії

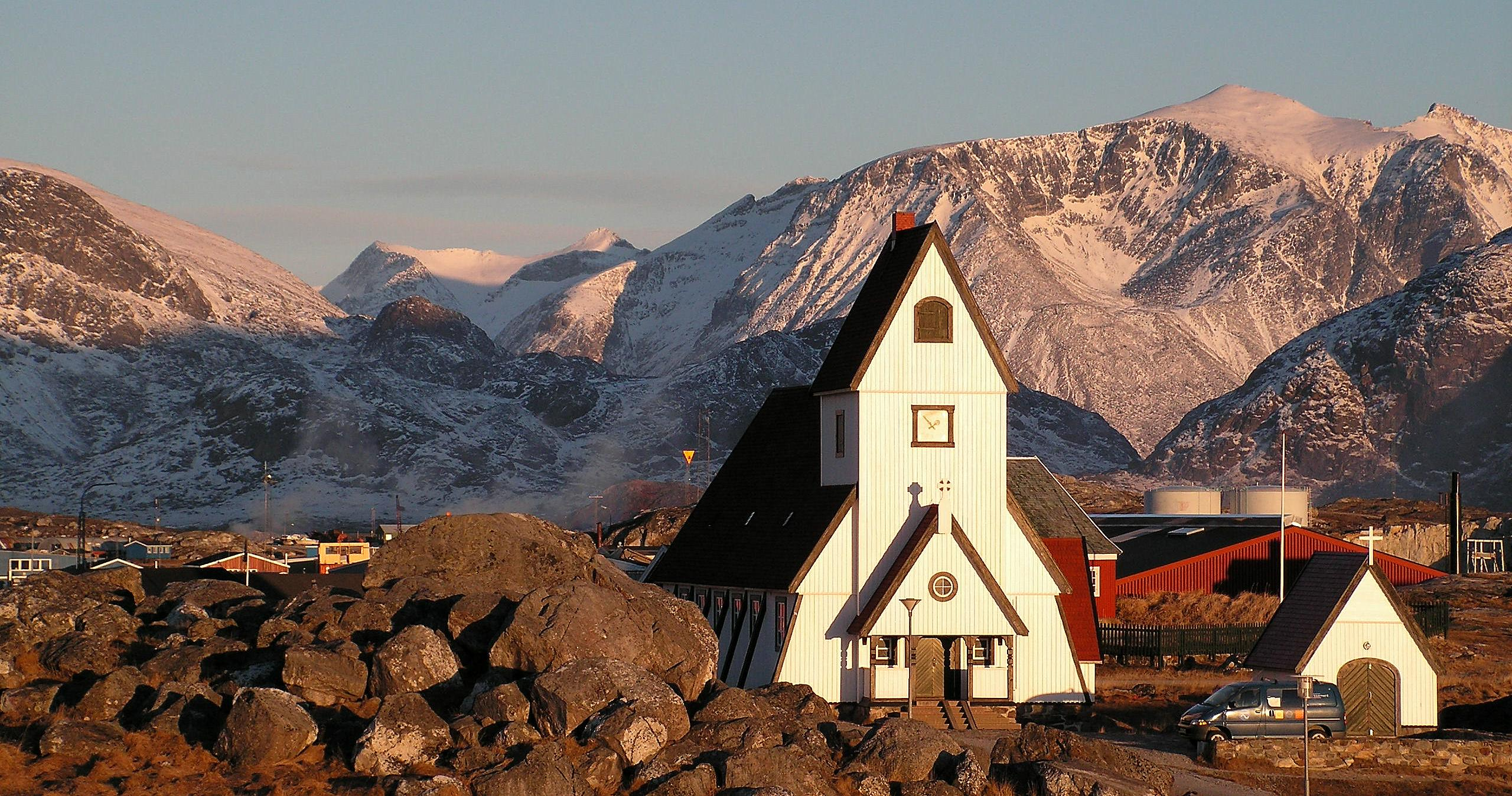
Більшість гренландських сіл, у тому числі Нанотералік, мають свою власну церкву.

Більшість населення Гренландії - християни і співпрацює з Церквою Данії через Церкву Гренландії, яка є протестантською за класифікацією та лютеранською за орієнтацією. Церква Данії - це створена церква згідно з Конституцією Данії ; це стосується усього Королівства Данія, за винятком Фарерських островів, оскільки Церква Фарерських островів стала незалежною в 2007 році. Але традиційні духовні вірування інуїтів залишаються сильними у багатьох віддалених громадах Гренландії.

## Християнство
Лютеранство, в основному представлене Данською Церквою, є переважною релігійною категорією в християнстві, за нею йдуть невеликі громади баптистів, мормонів, римо-католиків, Свідків Єгови та адвентистів сьомого дня . 
Вперше християнство було привезено до Гренландії в 1000 році скандинавськими поселенцями. Невідомо, що сталося із скандинавами, але вони врешті зникли. За припущеннями вони виїхали з причини клімату та хуртовин.
До 18 століття скандинавці повернулися. Коли в 1814 р. Норвегія та Данія розділилися, Гренландія залишилася данською, хоча і з певною ступенем автономії, що вимагається її віддаленістю. Сьогодні Данська церква все ще є переважною релігійною перевагою в країні, але з певною автономією, включаючи власного єпископа, 19 парафій, розділених між 3 деканатами, 40 церквами або каплицями та 25 вікаріями або священиками. 

### Лютеранство
Церква Гренландії, що складається з Гренландської єпархії, є офіційною лютеранською церквою в Гренландії під керівництвом єпископа Гренландії, в даний час Софі Петерсен . Церква Гренландії є напівнезалежною від Церкви Данії, однак, вона все ще вважається єпархією Данської Церкви . Історично (до Реформації ) Гренландська єпархія була відома як Гардарська єпархія . Ця стародавня єпархія не використовувалася в 14 столітті смертю єпископа Альфуріна в 1377 році. Тим не менше, єпископи все ще були призначені до 1537 року, хоча жоден з них ніколи не добирався до Гренландії. З 1905 по 1923 рік Гренландія входила до складу занедбаної єпархії Зеландії . З 1923 по 1993 рік вона була частиною Копенгагенської єпархії . У 1980 році від імені єпископа Копенгагена для Гренландії був призначений єпископ. Єпархія була відновлена лише в 1993 році, коли вона була перейменована на Гренландську єпархію, незалежну від Копенгагенської єпархії . Церквою Гренландії, як і іншими установами на території, керується Данія, але з великою мірою автономії. Церква Гренландії складається з єдиної єпархії, яка є частиною данської церкви, але рухається до повної незалежності. У цьому відношенні вона наслідує приклад Церкви Фарерських островів, яка також є єдиною єпархією і досягла повної незалежності від Данської Церкви в липні 2007 року. 21 червня 2009 року Церквою ofренландії перейшов до місцевого самоврядування Гренландія, де як фінансування, так і законодавство в даний час підпадає під уряд Гренландії, на відміну від інших єпархій Данської Церкви, які підпадають під владу Данії парламенту. Тим не менше, Гренландська церква все ще є єпархією Данської Церкви. Спільно з іншими євангельськими єпископськими лютеранськими церквами, Церква Гренландії визнає історичне триразове служіння єпископів, священиків та дияконів; він визнає два домінуючі таїнства хрещення та євхаристії; він забезпечує літургії для інших обрядів, включаючи конфірмацію, одруження, висвячення, сповідь та поховання; її віра заснована на Писаннях, древніх церковних віруваннях та Аугсбурзькій конфесії . Він знаходиться в повному зв’язку з іншими лютеранськими церквами скандинавських та балтійських держав та з англіканськими церквами Британських островів. Духовенство, яке співпрацює з місцевими парафіяльними радами, але єпископ і керівник єпископа, працює в мережі сімнадцяти парафій, з церквами та каплицями по всій Гренландії. Четверо старших священиків носять титул "декана" - один на посаді декана соборної церкви, а три - на посаді деканату для трьох деканатів, адміністративна структура між рівнем єпархії та місцевими парафіями.

### Католицька церква в Гренландії
Католицька церква в Гренландії є частиною всесвітньої католицької церкви під духовним керівництвом Папи Римського . На цій переважно протестантській території католиків дуже мало. Є 50 зареєстрованих католиків і лише приблизно 4 корінні католики з Грінландії з 57 000 населення. Вони є частиною єдиної католицької парафії в Гренландії, в Нууку, столиці Гренландії. Весь острів знаходиться під юрисдикцією Копенгагенської єпархії, Данія. Католицизм був введений в Гренландію в 11 столітті за допомогою короля Норвегії, заснувавши перші церкви в західній півкулі, і після великих зусиль жителі Гренландії прийняли єпископа. Церква процвітала з норвезькою колонією, яка досягла свого піку в 14 столітті, і мала активні стосунки зі Скандинавією та європейським континентом; церква також брала участь у європейських дослідженнях Америки . Відмова від колонії приблизно в 1450 р. Припинила будь-яку церковну присутність у Гренландії, а протестантська реформація в Данії фактично закрила Гренландію від будь-якої католицької присутності до 20 століття, коли була проголошена свобода віросповідання і відновлена невелика постійна католицька присутність. Гренландія була частиною "Апостольської префектури Арктичного полюса", що базувалася в Норвегії з 1855 по 1868 рік. З цього часу Гренландія є частиною ієрархії Данської католицької церкви, спочатку апостольської префектури Копенгаген, яка була зведена до апостольської вікарії, а згодом повною католицькою єпархією. На початку 20 століття ця територія перебувала під юрисдикцією вікарія-апостола Копенгагена. Католицькі священики відвідують Гренландію з 1930 року, після того, як єпископ Копенгагена, бенедиктинець Теодор Сур, отримав дозвіл Ватикану просити дозволу місіонерських облаток Непорочної Марії на місіонізацію там. Католицькі священики також служили з військовими США в якості капеланів у 20 столітті. Лютеранство, яке здійснюється державою, зберігалося до 1953 року, коли була проголошена релігійна свобода . Влітку 1980 року Маленькі сестри Ісуса створили братство в Нууці з трьома сестрами. Данія звернулася до ЮНЕСКО з проханням визнати руїни єпископської резиденції в Гардарі частиною Всесвітньої спадщини . У 2007 році в Нууку в їх католицькій церкві відбувся глобальний екологічний саміт, у якому взяли участь католики, православні та представники Організації Об’єднаних Націй за схваленням папи Бенедикта XVI .

## Іслам
Станом на 2013 рік єдиним відомим мусульманином, який проживає в Гренландії, є громадянин Лівану Васам Азакір, який живе в Нууку, де він управляє рестораном.  

## Духовні вірування інуїтів
Етнографічно 80% населення розподілено між населенням інуїтів та населенням, змішаним з інуїтами та датчанами . Кажуть, що інуїтське населення походить від сибіряків, які переправилися з Азії до Північної Америки на цьому острові. Хоча менше 1% жителів сповідують духовні вірування інуїтів, присутність шаманізму широко поширена. 